# Ethereum

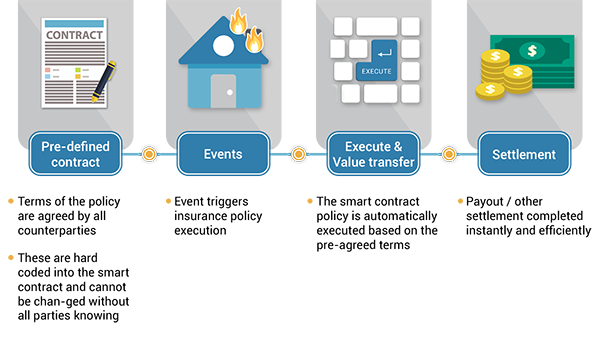
Fig.1 Exemple de contracte intel·ligent

Ethereum és una plataforma de programari de computació distribuïda basada en cadena de blocs i que es distingeix per la funcionalitat de contractes intel·ligents. Ethereum és de codi obert i proveeix d'una màquina virtual de tipus Turing complet, la Màquina Virtual Ethereum (EVM), i que pot executar scripts (codi de programari) en una xarxa de nodes públics. Ethereum va ser definida per Vitalik Buterin el 2013 i després (2014) es va desenvolupar a través de la companyia suïssa Ethereum Switzerland GmbH i la fundació sense ànim de lucre Ethereum Foundation. El 2017 es va crear l'aliança Enterprise Ethereum Alliance (EEA) amb més de 30 membres, actualment són més de 150 membres.

## Propietats
- Ether (ETH) és el nom de la criptomoneda que es genera amb la plataforma Ethereum.
- La màquina virtual anomenada Ethereum Virtual Machine (EVM) és l'entorn d'execució per als contractes intel·ligents d'Ethereum.
- Els contractes intel·ligents són abstraccions implementades en llenguatges de programació d'alt nivell i compilades a bytecode de manera que es puguin executar dins la màquina virtual EVM un cop desplegades a la xarxa destribuïda Ethereum. Aquests llenguatges poden ser tals com Solidity (similar a C i JavaScript), Serpent (similar a Python), LLL (similar a List), i Mutan (similar a Go).

## Ethereum 2.0
La transició a Ethereum 2.0 (o Eth2) és una actualització que ha sigut anomenada "Serenity" i es compon de 3 fases:
A diferència del minatge PoW, en què els miners utilitzen màquines especialitzades per crear i validar els blocs de transaccions, la implementació de Bacon Chain elimina el procés de minat. En el seu lloc, la verificació i validació de nous blocs de transaccions serà realitzada mitjançant PoS.
Els propietaris d'Ether poden posar a termini els seus diners en carteres especials, i a canvi, seran recompensats amb Ethers pel seu servei a la xarxa. El procés és una mica semblant a com el banc paga els nostres interessos pels diners que dipositem en un compte d'estalvi. Com més Ether, a un termini més llarg, més beneficis hi haurà.

## Per què cau el preu d'Ethereum?
La criptomoneda Ethereum i la plataforma en què es basa es van desenvolupar tan ràpidament que molts experts la van veure com un seriós competidor de Bitcoin. No obstant això, a la primavera de 2018 i tardor de 2021, Ethereum va caure, posant en dubte molts dels seus èxits. El valor d'ETH està caient juntament amb la resta del mercat, que pateix una disminució de la gana pel risc global. En altres paraules, els inversors prefereixen no involucrar-se en actius de risc davant d'una gran quantitat de problemes: des de la crisi energètica fins a l'alta inflació i l'augment dels costos de finançament a causa de l'augment de les taxes d'interès de la Fed.
L'any passat ha estat molt ocupat per a Ethereum. L'agost de 2021, com a part de la transició d'Ethereum al protocol 2.0, es va realitzar l'actualització de Londres a la xarxa, com a resultat de la qual cosa va aparèixer l'opció de crema de tokens a la cadena de blocs. Des del llançament de lactualització, shan cremat més de $ 4 mil milions en monedes d'Ethereum. Una disminució de la quantitat d'ETH en circulació hauria d'ajudar a augmentar el valor de la primera moneda alternativa.
Un hivern criptogràfic sever ha arribat al mercat criptogràfic. Els inversors van perdre la gana pel risc a causa de l'alta inflació als EUA. Les dades de divendres van mostrar la taxa de creixement més alta des del desembre de 1981. Al maig, els preus al consumidor van pujar un 8,6% davant la previsió del 8,3%. En resposta a les dades, els rendiments dels bons van saltar a nous màxims. L'índex dòlar va superar els 105 punts. Atès que el mercat de criptomonedes és al mateix equip que el mercat de valors nord-americà, el col·lapse dels índexs va afectar immediatament la dinàmica de les criptomonedes. Els inversors temen una pujada de tipus agressiva per part de la Fed (en 75 punts bàsics) i una continuació del col·lapse dels índexs SP500 i Nasdaq a causa de l'enduriment monetari.